# Distretto di Kiruhura
Il distretto di Kiruhura è un distretto dell'Uganda, situato nella Regione occidentale.